# والری گارنیه
والری گارنیه (متولد ۹ ژانویه ۱۹۶۵) مربی بسکتبال فرانسوی و سرمربی تیم ملی بسکتبال زنان فرانسه است.